# Нодзу Митицура
Но́дзу Митицу́ра (яп. 野津 道貫 Нодзу Митицура / Нодзу До:ган, 1840—1908) — маршал Японской империи (31.01.1906), участник русско-японской войны 1904-1905 гг.

## Биография
Происходил из касты самураев и в молодости участвовал в войне Босин. В 1871 произведён в майоры. В 1878 — командующий Токийским округом. 7 июля 1884 года был пожалован титулом виконт.
В начале японо-китайской войны командовал 5-й дивизией. Приняв на себя командование японскими войсками до прибытия маршала Ямагаты Аритомо, явился главным руководителем Пхеньянской операции, в которой обнаружил большую решительность и энергию, но неумение руководить большими массами войск. Когда Ямагата по болезни покинул пост командующего 1-й армией, Нодзу снова заменил его, командовал войсками во время последней операции войны — штурма Нючжуана (Инкоу). За отличие во время этой войны был произведён в полные генералы (18.03.1895).
Командовал гвардейской дивизией, был главным инспектором боевой подготовки.
Во время русско-японской войны командовал 4-й японской армией. 21 сентября 1907 года был пожалован титулом маркиз.

## Смерть
Умер 18 октября 1908 года, похоронен на кладбище Аояма в Токио.